# Prieuré Saint-Sauveur
Pour les articles homonymes, voir Saint-Sauveur.
Le prieuré Saint-Sauveur est un édifice situé sur l'île Saint-Étienne, rue Saint-Étienne, à Melun. Ses vestiges sont inscrits à l'inventaire des monuments historiques depuis 1946.

## Histoire
Bâti en pierre calcaire et en grès, le prieuré Saint-Sauveur est, avec la collégiale Notre-Dame, l'un des plus anciens édifices de Melun. Des fouilles récentes ont montré la présence de cryptes du Xe siècle situées sous le chœur de l'église du prieuré. 
Sa construction aurait été terminée sous le règne de Robert II le pieux. Au XIIe siècle, la collégiale est transformée en prieuré. En 1125, Louis VI donne Saint-Sauveur à l’abbaye Saint-Victor de Paris. Louis VII en fait don à l’abbaye Saint-Séverin de Château-Landon en 1170. La transformation en prieuré entraîne d'importantes modifications afin d'implanter des bâtiments communautaires. Le collatéral sud est alors détruit pour construire un cloître. 
Aux XIVe siècle et XVe siècle, l'importance du prieuré décline. Dès la fin XVe siècle, le prieur Jean Féron rétablit la vie conventuelle. De nouveaux dortoirs sont construits. Au XVIe siècle, des travaux sont effectués dans l'église et les locaux prieuraux. Le prieuré est endommagé pendant les troubles de la Ligue. Le clocher, abîmé par des tirs 
d'artillerie, doit être abattu en 1610. Le conflit avec l'abbaye-mère, puis le passage sous le régime de la commende affaiblit le prieuré. En 1690, le prieuré est rattaché à la collégiale Notre-Dame située également sur l’île Saint-Étienne. L'église est abandonnée à la fin du XVIIe siècle et transformé en grenier à sel. Une chapelle dite « des coches » est aménagée toutefois dans les deux dernières travées du collatéral.
Les bâtiments sont vendus comme bien national à la Révolution et partagés entre plusieurs propriétaires. La nef est transformée en ateliers, habitations et commerces. La chapelle est démolie en 1869 pour permettre l’élargissement de la rue du Château. Le cloître est détruit en plusieurs phases successives au XIXe siècle et XXe siècle. L'ensemble est racheté par la ville de Melun en 1974. Des bâtiments sont alors démolis pour dégager le monument en 1974-1977 et d'importants travaux de restauration sont menés en 2002-2003.

## Description
L'église formait à l'origine un imposant édifice à trois vaisseaux. Seule la partie orientale a été conservée en élévation complète. La nef date des XIe et XIIIe siècles, avec voûtes d'ogives retombant sur des chapiteaux du XIIIe siècle. Le vaisseau nord a complétement disparu. Des bâtiments claustraux, ont été conservés une galeries du cloître avec voûtes en croisée d’ogives et le bâtiment de la salle capitulaire situé dans l'angle sud-ouest 
du prieuré. Le logis du prieur, qui s'élevait de l'autre côté de la rue Saint-Sauveur et qui était relié au prieuré par un archelet, n'existe plus.

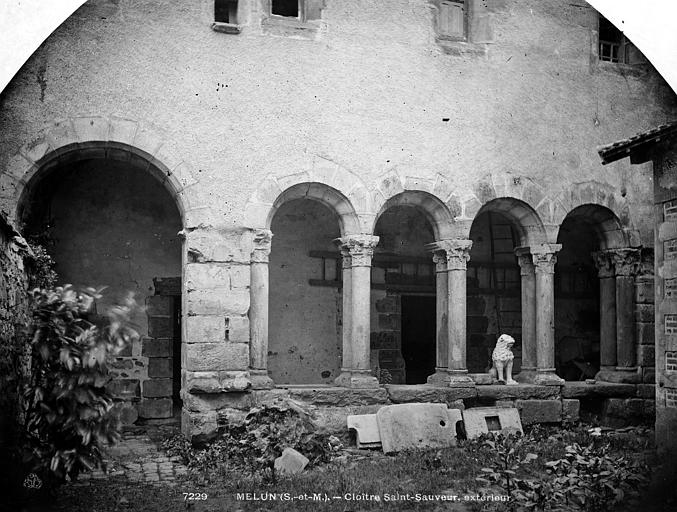
Vestige du cloître
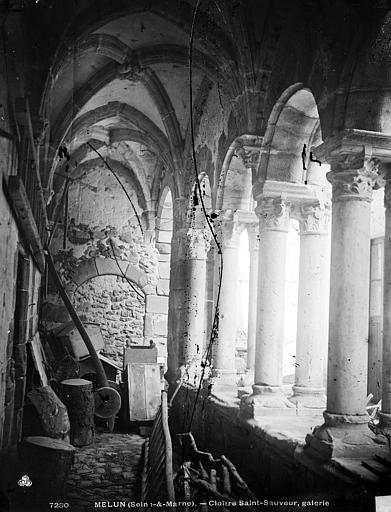
Arcades du cloître